# Firbolg
Firbolg, auch Fir Bolg [fʼirʼ volg], ist der Name eines mythischen Volkes, das im Lebor Gabála Érenn („Das Buch der Landnahmen Irlands“) der Irischen Mythologie erwähnt wird. Sie werden auch Érainn („Iren“) genannt und in die Unterstämme der Fir Domnann (auch Domnand, von Domnu) und Galioin eingeteilt.

## Mythologie und Etymologie
Die Firbolg sind die dritte (oder vierte) Gruppe von Einwanderern oder Eroberern der Insel Irland. Vor ihnen kamen Cessair (werden teils nicht mitgezählt), Partholon und die Nemesier, nach ihnen die Túatha Dé Danann und die Milesier. Die Firbolg sollen nach der Sintflut hier angekommen sein. Die Einteilung des Landes in fünf Provinzen (cóiced) wird auf sie zurückgeführt, ebenso die Schaffung eines Königtums. Traditionell werden die Firbolg als Nachfahren derjenigen Nemesier angesehen, die wegen der Unterdrückung durch die ansässigen Fomori vorübergehend die Insel verlassen hatten. Nach ihrer Rückkehr und Herrschaft über das Land werden sie schließlich in der Ersten Schlacht von Mag Tuired von den Túatha Dé Danann (ebenfalls Nemesier-Nachfahren) durch fíth-fáth-Magie besiegt. Angeblich hat vor der Schlacht das erste Hurling-Spiel Irlands stattgefunden. Sie sollen daraufhin teils nach Schottland (siehe Insel Dùn bei St. Kilda), teils in den Westen der Insel ausgewandert sein.
Viele der duns („Festungen“) im Westteil Irlands, vor allem auf den Aran-Inseln, werden auf sie zurückgeführt, etwa Dún Eochla und Dún Aonghasa auf Inishmore. Dort wurde der Boden fruchtbar gemacht, indem man zwischen Steinmauern abwechselnd Schichten von Seetang und Sand aufbrachte. Das weist auf eine Erklärung für den Namen Firbolg hin: er wird mit „Männer der Beutel“ (builg) erklärt, da sie während ihres Exils in Griechenland in Ledersäcken fruchtbare Erde auf steinige Böden schleppen mussten. Andere Keltologen sind der Ansicht, dass dies lediglich eine volksetymologische Deutung sei und bolg eher als „Turm“ verstanden werden müsste.
Wichtige Firbolgs sind die Fruchtbarkeitsgöttin Tailtiu, die Ziehmutter des irischen Gottes Lugh, ihr königlicher Gatte Eochaid mac Eirc und der Krieger Sreng, der Nuada den Arm abschlägt. Cian wird in der Heiligen-Vita von St. Grellan zu ihnen gezählt, später in der Mythologie auch noch der angebliche Fir Domnann Fer Diad, ein Freund und Kampfgefährte Cú Chulainns.